# Wręczyca Wielka (gmina)
Wręczyca Wielka – gmina wiejska w województwie śląskim, w powiecie kłobuckim. W latach 1975–1998 położona była w województwie częstochowskim. Południowe obrzeża gminy leżą na terenie Parku Krajobrazowego Lasy nad Górną Liswartą wchodzącego w skład Zespołu Parków Krajobrazowych Województwa Śląskiego. Gmina należy do Lokalnej Grupy Działania realizującej projekt „Zielony Wierzchołek Śląska”.
Gminę Wręczyca Wielka utworzono z dniem 1 stycznia 1973 na mocy uchwały Wojewódzkiej Rady Narodowej w Katowicach z dnia 6 grudnia 1972 r. Nr XX/99/72. Siedzibą gminy jest Wręczyca Wielka.

## Historia
Na terenie gminy zarejestrowano 38 stanowisk archeologicznych. Najdawniejsze ślady działalności człowieka pochodzą z epoki kamienia. Dobrze udokumentowane są wykopaliska z okolic Truskolasów, gdzie odkryto cmentarzyska kultury łużyckiej pochodzące z V okresu epoki brązu.
O kształtowaniu się osadnictwa na terenie gminy świadczą pozostałości po wczesnośredniowiecznym grodzie na terenie wsi Grodzisko. Miejsce to, obecnie teren rezerwatu Zamczysko, świadczy o istnieniu na tym terenie osady z czasów wczesnopiastowskich (XI wiek). Gród miał budowę pierścieniową, otoczony był wałami obronnymi i fosą, których ślady zachowały się do dziś. Nieliczne przekazy i legendy dotyczące grodziska mówią, iż spłonęło ono od uderzenia pioruna w XII wieku.
Teren dzisiejszej gminy był niegdyś ośrodkiem przemysłowym związanym z wydobyciem rudy i kuźnicami. Pozostałościami po tym wydobyciu są hałdy zlokalizowane w pobliżu miejscowości Truskolasy, Golce, Wręczyca Wielka i Kalej.
Gminę Wręczyca Wielka utworzono z dniem 1 stycznia 1973, a w obecnym kształcie istnieje ona od roku 1977. W 1999 roku w wyniku reformy administracyjnej teren gminy znalazł się w powiecie kłobuckim.

## Struktura powierzchni
Według danych z roku 2002 gmina Wręczyca Wielka ma obszar 148,07 km², w tym:
- użytki rolne: 57%
- użytki leśne: 36%

Gmina stanowi 16,65% powierzchni powiatu.

## Demografia
Według danych z 30 VI 2010 r. gminę zamieszkiwało 17 258 osób.

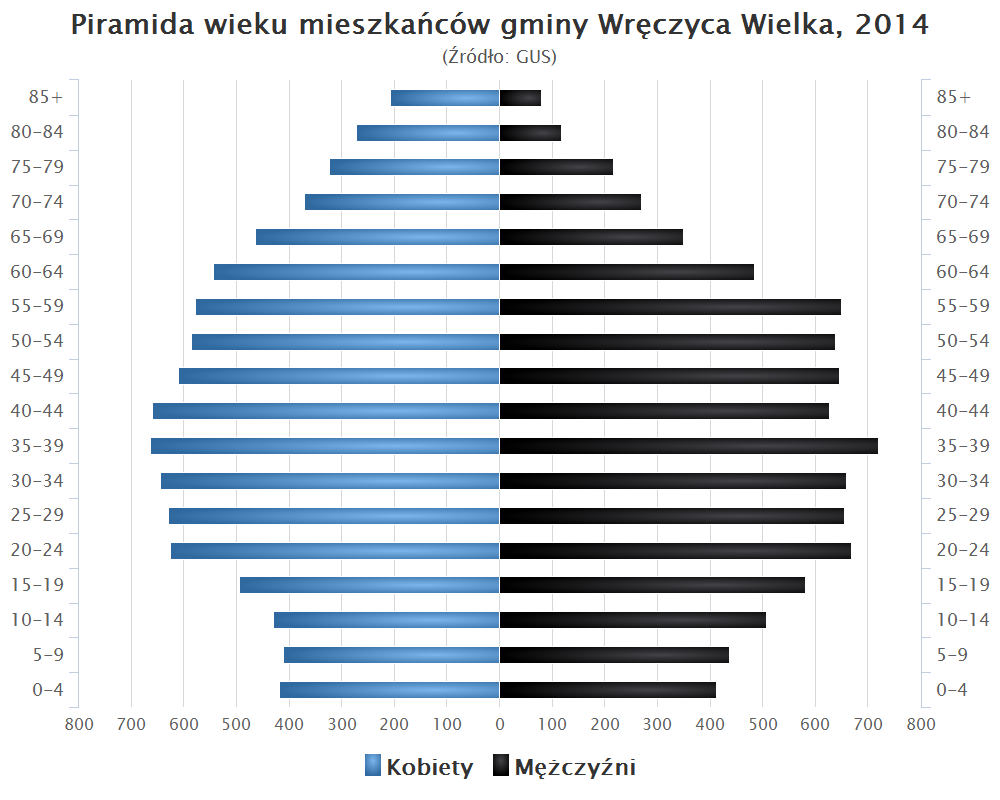
Piramida wieku mieszkańców gminy Wręczyca Wielka w 2014 roku

| Opis                              | Ogółem | Ogółem | Kobiety | Kobiety | Mężczyźni | Mężczyźni |
| --------------------------------- | ------ | ------ | ------- | ------- | --------- | --------- |
| jednostka                         | osób   | %      | osób    | %       | osób      | %         |
| populacja                         | 17 258 | 100    | 8725    | 50,7    | 8533      | 49,3      |
| gęstość zaludnienia (mieszk./km²) | 115,6  | 115,6  | 58,6    | 58,6    | 57        | 57        |

## Instytucje użyteczności publicznej

### Jednostki oświatowe znajdujące się w gminie Wręczyca Wielka
- Zespół Szkół we Wręczycy Wielkiej
- Zespół Szkół w Truskolasach
- Zespół Szkół w Węglowicach
- Zespół Szkolno-Przedszkolny w Kalei
- Szkoła Podstawowa w Kulejach
- Szkoła Podstawowa w Borowem
- Szkoły stowarzyszeniowe:
  - Szkoła Podstawowa w Bieżeniu
  - Szkoła Podstawowa w Grodzisku
- Przedszkole z oddziałem integracyjnym we Wręczycy Wielkiej
- Oddział Przedszkola we Wręczycy Wielkiej w Grodzisku
- Przedszkole w Truskolasach
- Oddział Przedszkola w Truskolasach w Pile I
- Oddział Przedszkola w Truskolasach w Hutce
- Przedszkole w Węglowicach

### Placówki medyczne na terenie gminy
- Ośrodek Zdrowia we Wręczycy Wielkiej
- Ośrodek Zdrowia w Węglowicach
- Ośrodek Zdrowia w Truskolasach
- Ośrodek Zdrowia w Kalei
- Gabinet Fizjoterapii w Golcach

### Placówki związane z działalnością kulturalną
Na terenie gminy działa Gminny Ośrodek Kultury we Wręczycy Wielkiej istniejący od roku 1974. Przez 26 lat mieścił się on w budynku starej szkoły podstawowej, obecnie rozebranej. W 2000 GOK przeniósł się do nowego budynku. Mieszczą się w nim sale pozwalające na prowadzenie zajęć w różnych kołach i klubach zainteresowań. Są to m.in. „Studio Piosenki”, klub tańca towarzyskiego „Zorba”, Dziecięco - Młodzieżowa Orkiestra Dęta, zajęcia indywidualne z gry na instrumentach muzycznych, zajęcia choreografii scenicznej „Mażoretki”, taniec nowoczesny i ludowy oraz pracownia plastyczna. Budynek GOK-u służy także jako miejsce spotkań Gminnej Komisji do spraw Rozwiązywania Problemów Alkoholowych, Związku Emerytów i Rencistów oraz Związku Kombatantów Rzeczypospolitej Polskiej i Byłych Więźniów Politycznych.
W ośrodku działa także świetlica profilaktyczno-wychowawcza dla dzieci szkolnych. Dwa razy w tygodniu dyżuruje psycholog dla dzieci i dorosłych.
Pierwszym dyrektorem placówki był Eugeniusz Parkitny, kolejnymi Andrzej Lisiecki i Zbigniew Sabat. Od 1976 r. dyrektorem jest Andrzej Kała.
W skład GOK-u wchodzi także Gminna Biblioteka Publiczna we Wręczycy Wielkiej z filiami w:
1. Borowem
2. Szarlejce
3. Truskolasach
4. Węglowicach

### Inne
- Bank Spółdzielczy we Wręczycy Wielkiej
- Filia Banku Spółdzielczego w Truskolasach
- Agencja PKO BP we Wręczycy Wielkiej
- Trzy urzędy pocztowe:

1. Wręczyca Wielka
2. Węglowice
3. Truskolasy

- Warsztaty Terapii Zajęciowej w Hutce[9]

## Pomniki przyrody
| Lp. | Nr     | Data ustanowienia | Nazwa obiektu                                       | Lokalizacja                 |
| --- | ------ | ----------------- | --------------------------------------------------- | --------------------------- |
| 1.  | 57/229 | 1994              | Wiąz górski                                         | Wręczyca Wielka             |
| 2.  | 57/228 | 1994              | Grupa 2 lip                                         | Bór Zapilski                |
| 3.  | 57/227 | 1994              | Grupa 3 drzew (Wiąz górski i 2 okazy olszy czarnej) | Grodzisko, ul. Floriańska 3 |
| 4.  | 57/223 | 1956              | Lipa drobnolistna                                   | Pierzchno 37                |
| 5.  | 57/224 | 1956              | Lipa drobnolistna                                   | Pierzchno 37                |
| 6.  | 57/225 | 1963              | Grupa 30 lip                                        | Truskolasy (obok kościoła)  |
| 7.  | 57/226 | 1989              | Aleja 14 lip                                        | Truskolasy (cmentarz)       |
| 8.  | 57/230 | 1994              | Orzech czarny                                       | Leśnictwo Połamaniec        |
| 9.  | 57/223 | 1956              | Buk pospolity                                       | Leśnictwo Rybno             |
| 10. | 57/312 | 1996              | Dąb szypułkowy                                      | Leśnictwo Rybno             |
| 11. | 57/313 | 1996              | Dąb szypułkowy                                      | Leśnictwo Rybno             |
| 12. | 57/314 | 1996              | Buk pospolity                                       | Leśnictwo Rybno             |
| 13. | 57/315 | 1996              | Buk pospolity                                       | Leśnictwo Rybno             |
| 14. | 57/316 | 1996              | Grupa 12 dębów szypułkowych                         | Leśnictwo Rybno             |
| 15. | 57/316 | 1993              | Dąb szypułkowy                                      | Leśnictwo Rybno             |

## Sąsiednie gminy
Blachownia, Częstochowa, Herby, Kłobuck, Opatów, Panki, Przystajń